# Петик, Кристофер
Кристофер Джон Петик (Christopher John Pethick; род. 22 февраля 1942) — британский физик-теоретик.
Эмерит-профессор Nordic Institute for Theoretical Physics (NORDITA) и Иллинойсского университета в Урбане-Шампейне, директор первого в 1989—1994 гг.
Иностранный член Датской королевской академии наук (1977), Королевского норвежского общества наук и литературы (2003), Американского философского общества (2016).
Отмечен премиями Онсагера (2008) и Hans Bethe Prize (2011) Американского физического общества, а также Feenberg-Medaille (2015).

## Биография
Окончил Оксфордский университет (бакалавр, 1962). Там же в 1965 году получил степени магистра и доктора философии по физике (научный руководитель Дирк тер Хаар), а также стал научным сотрудником Магдален-колледжа, которым состоял до 1970 года. В 1966 году поступил постдоком в Иллинойсский университет, в штат которого будет зачислен ассоциированным профессором после 1969—1970 академического года, проведенного в Оксфорде и NORDITA. Полный профессор с 1973 года и одновременно с того же года профессор физики NORDITA. Перед тем в 1970—1972 годах стипендиат Слоуна. В 1973—1974 годах приглашённый профессор в Институте Ландау в Москве, а в 1995 году — в Институте ядерной физики в Сиэтле. В 1989—1994 годах директор NORDITA. Ныне также профессор Института Нильса Бора.
В 1992—1997 годах член-учредитель European Center for Theoretical Studies in Nuclear Physics and Related Areas в Тренто (Италия).
В 2004—2010 годах член редколлегии Physical Review A.
Иностранный почётный член Американской академии искусств и наук, фелло Американского физического общества.